# Fundación Ecuatoriana Equidad
Fundación Ecuatoriana Equidad je ekvádorská nezisková organizace podporující práva LGBT

## Výzkum
Organizace shromažďuje místní dobrovolníky pro účely průzkumu iPrEx, který provádí klinické testy a zkoumá efektivnost užívání drog proti infekci HIV.

## Partneři
Fundación Ecuatoriana Equidad získává prostředky především od Hivos, což je nizozemská organizace podporující osvětu o HIV/AIDS a LGBT práva.